# Œufs au thé noir

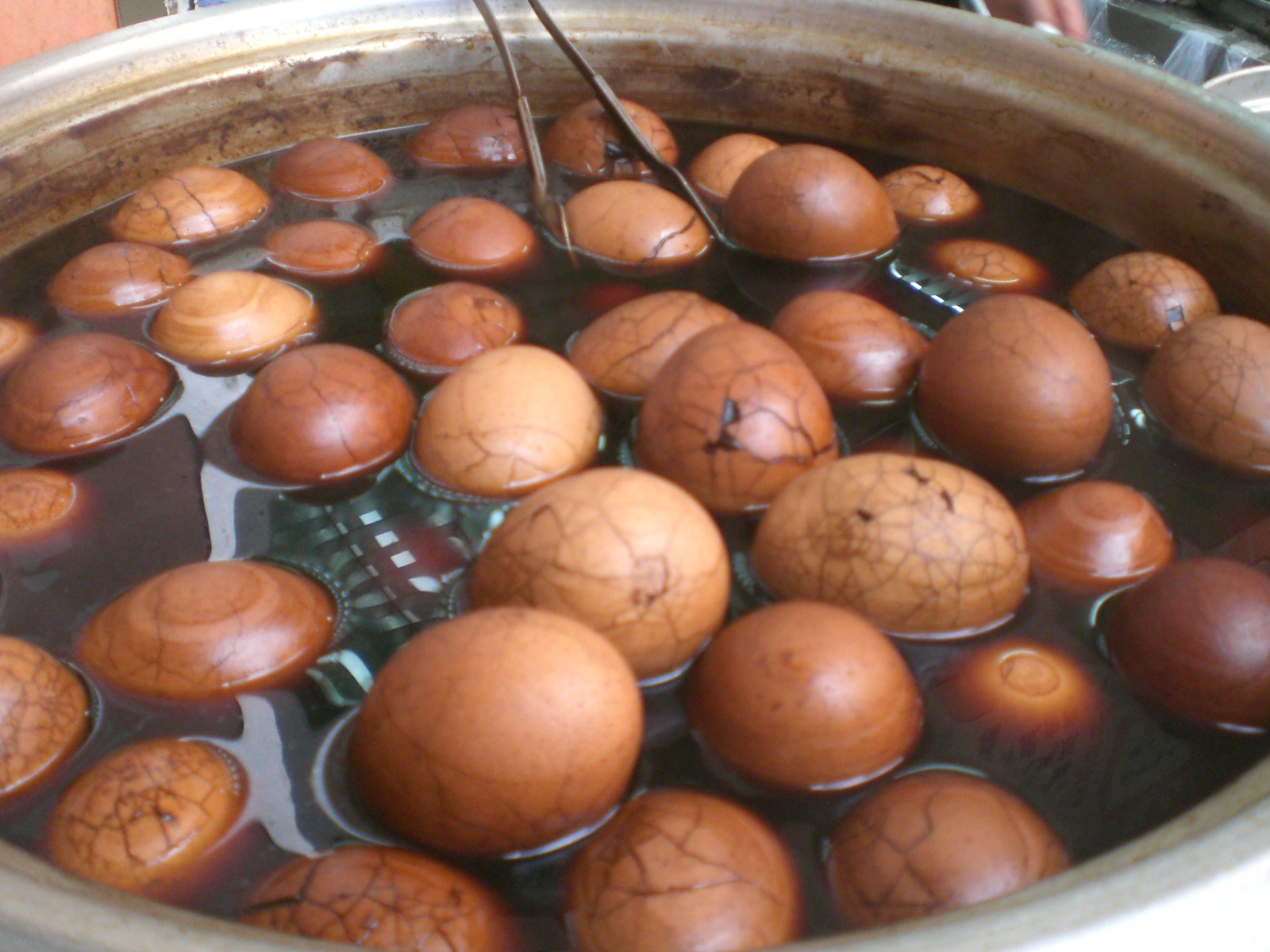
Préparation d’œufs au thé noir.

Les œufs au thé noir ( 茶叶蛋, cháyè dàn) sont une préparation culinaire d’origine chinoise, traditionnellement vendue dans la rue et sur les marchés.

## Préparation

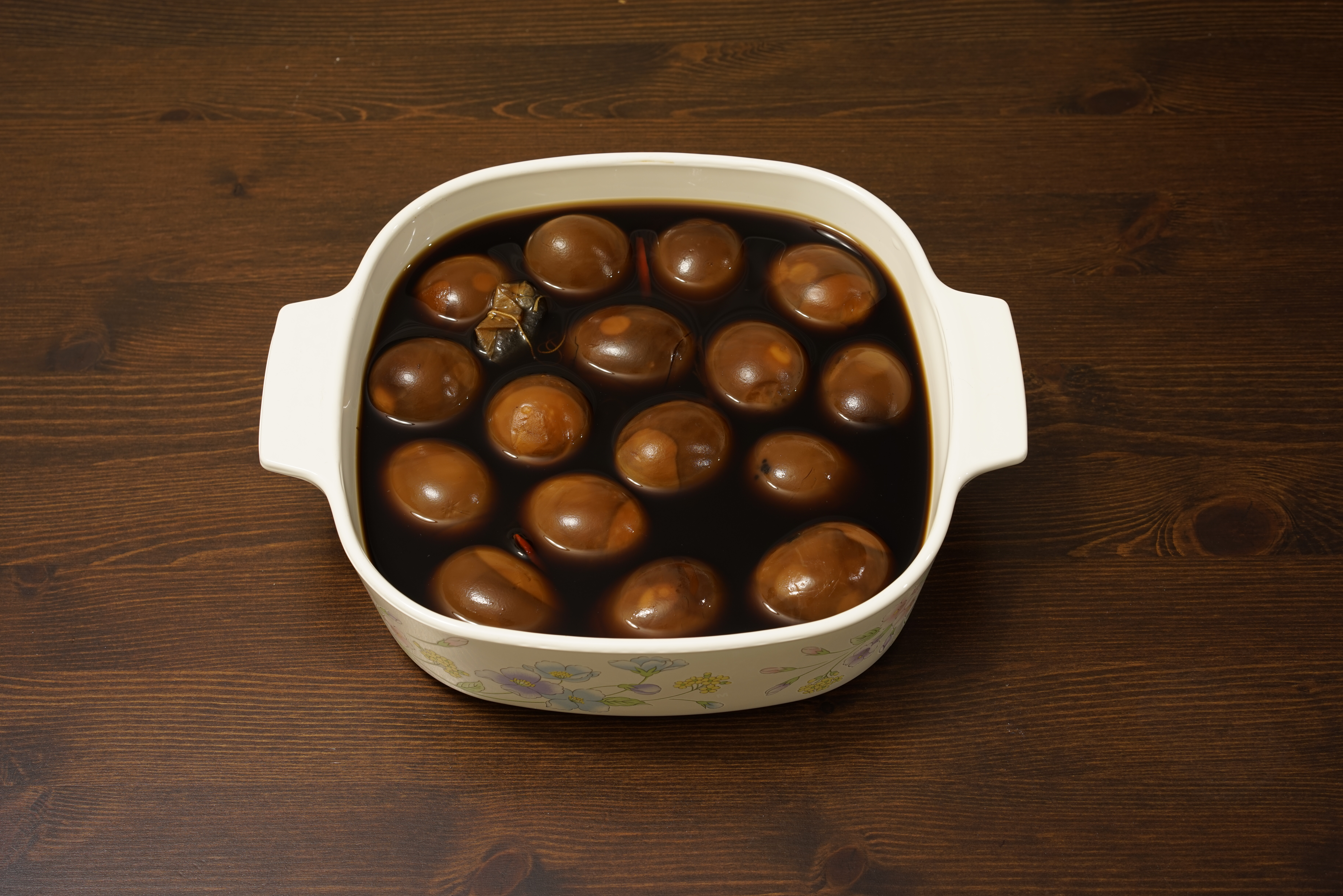
Les œufs au thé sont cuits selon la « méthode rapide », qui diffère de la méthode traditionnelle dans laquelle la coquille est retirée avant que les œufs soient trempés dans du thé, de la sauce soja et des épices.

Une fois cuits durs, les œufs sont retirés de l’eau et leur coquille est craquelée en plusieurs endroits. Ils sont remis dans l’eau de cuisson avec des feuilles de thé noir, de la sauce soja et des épices (cannelle, anis étoilé, graines de fenouil, clous de girofle et poivre du Sichuan). Après une vingtaine de minutes, ils sont à nouveau retirés de l’eau et réservés au frais. La coloration et l’effet marbré sont optimaux après deux jours.